# فرديناند فستنفلد
هاينريش فيرديناند فوستنفيلد (بالألمانية: Ferdinand Wüstenfeld)‏ (1223 - 1317 هـ / 1808 - 1899 م) هو مستشرق ألماني. تخصص في التاريخ والأدب
تخرج في جامعة غوتينغن، ودرس في جامعات ألمانيا، من آثاره نشر «سيرة ابن هشام». وكتب كتاب (غَشِشْته دير شْتَت مِدينه) (تاريخ المدينة المنورة) والذي أستند فيه على كتاب خلاصة الوفا، وهو نفسه نسخة مختصرة من كتاب وفاء الوفا بأخبار دار المصطفى الذي ألفة علي بن عبد الله السمهودي.